# Capella d'Acoris
La Capella d'Acoris és una capella construïda a Karnak pel faraó Acoris (Hakor), de la dinastia XXIX, que servia de lloc per rebre la barca sagrada.